# Río Camajuaní
El río Camajuaní es un curso de agua  de la isla de Cuba, afluente del río Sagua La Chica.

## Curso
Nace cerca de Guanijibes y fluye pasando junto a Camajuaní hasta desembocar en el río Sagua La Chica. Tiene numerosos afluentes. Aparece descrito en el primer tomo del Diccionario geográfico, estadístico, histórico, de la isla de Cuba de Jacobo de la Pezuela de la siguiente manera:

Camajuaní. (rio de) Afluente principal del Sagua la Chica. Nace en los pedregales de Guanijibe; corre al N. E. hácia la hacienda de la Rajeta; pasa por la de su nombre y de Ibarra, y en la de la Vega se reune al Sagua la Chica. Recoge multitud de afluentes, entre los que nombraremos los arroyos Quemado, Manacas y el Lechuzo, que bajan de las lomas de Santa Clara y la Cieneguita; la Cañada del Blanquizal, los arroyos del Agua Negra y del Guajen. Sus aguas son potables y crian mucha pesca de biajacas y demás peces ordinarios. Sus principales vados, son los de los caminos de Trinidad, de Villa Clara y Vega Alta. J. de San Juan de los Remedios.
(Pezuela, 1863, p. 252)

Discurre por el municipio de Camajuaní, por los consejos populares de Vega Alta, en Guerrero, Aguada de Moya, en El Guajén,  Luis Arcos Bergens, en San Lorenzo, y Camajuaní II, en Tarafa.